# Conchocarpus fissicalyx
Conchocarpus fissicalyx är en vinruteväxtart som beskrevs av J. R. Pirani. Conchocarpus fissicalyx ingår i släktet Conchocarpus och familjen vinruteväxter. Inga underarter finns listade i Catalogue of Life.